# David Spiegel
David Spiegel es un psiquiatra estadounidense y presidente asociado de psiquiatría en la Facultad de medicina de la Universidad de Stanford, donde es conocido por su investigación en psicooncología, la neurobiología de la hipnosis terapéutica y el papel de la conexión mente-cerebro-cuerpo en los resultados y el tratamiento del cáncer, entre otros temas. Dirige el Centro de Stanford sobre Estrés y Salud y es una autoridad reconocida en la utilidad clínica de la hipnosis y la neurociencia.

## Educación
Spiegel recibió su licenciatura en filosofía en Yale College en 1967 y su doctorado en medicina en la Facultad de Medicina de Harvard en 1971. Después de su formación médica universitaria, Spiegel completó su residencia en psiquiatría en el Centro de Salud Mental de Massachusetts y Cambridge Health Alliance en 1974, además de una beca en psiquiatría comunitaria el mismo año. Spiegel está certificado en psiquiatría por la Junta Estadounidense de Psiquiatría y Neurología desde 1976.

## Investigación
Spiegel es autor de más de 480 artículos de revistas y 170 capítulos de libros. Ha publicado trece libros.